# Часовенская (Плесецкий район)
Часовенская — деревня в Плесецком районе Архангельской области. До 2022 года входила в состав упразднённого Конёвского сельского поселения.

## География
Деревня находится в северо-западной части Архангельской области, в подзоне северной тайги, на берегу озера Ильинское, в 102 километрах к юго-западу от Плесецка.

### Часовой пояс
Деревня Часовенская, как и вся Архангельская область, находится в часовой зоне МСК (московское время). Смещение применяемого времени относительно UTC составляет +3:00.

## История
В 1873 году здесь (тогда село Заднедубровский Погост Каргопольского уезда Олонецкой губернии было учтено 22 двора и 107 человек, в 1905 — 26 и 178. Деревня являлась центром села Задняя Дуброва. В деревне расположен памятник архитектуры федерального значения - шатровая от земли Церковь Илии Пророка, возведенная в 1622 году. До 2021 года входила в  Конёвское сельское поселение  до его упразднения. 

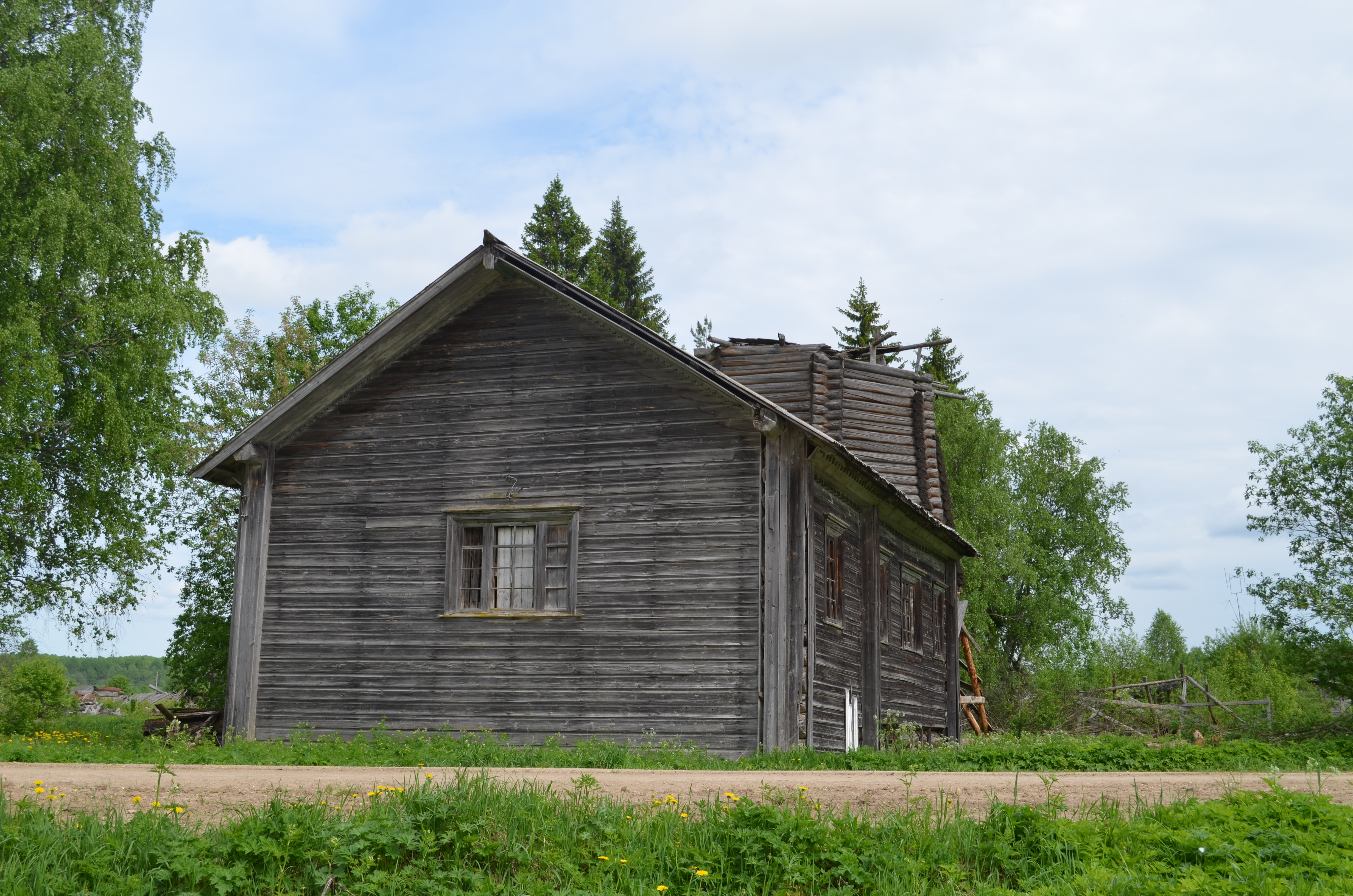
Ильинская церковь 1622 года постройки на территории деревни

## Население
| 2002 | 2010 | 2012 |
| ---- | ---- | ---- |
| 49   | ↘41  | ↘34  |

### Национальный состав
Согласно результатам переписи 2002 года, русские составляли 92 % населения.

## Инфраструктура
Отсутствует.